# Susanne Sundfør
Susanne Sundfør (ur. 19 marca 1986 w Haugesund w Norwegii) – norweska wokalistka, pianistka i kompozytorka.

## Dyskografia
Albumy studyjne
| Tytuł                       | Dane dot. albumu                                      | Pozycja na liście |
| Tytuł                       | Dane dot. albumu                                      | NOR               |
| --------------------------- | ----------------------------------------------------- | ----------------- |
| Susanne Sundfør             | - Data: 19 marca 2007 - Wydawca: Your Favourite Music | 3                 |
| Take One                    | - Data: 10 marca 2008 - Wydawca: Your Favourite Music | 32                |
| The Brothel                 | - Data: 15 marca 2010 - Wydawca: EMI Music            | 1                 |
| The Silicone Veil           | - Data: 23 marca 2012 - Wydawca: Virgin Records       | 1                 |
| Ten Love Songs              | - Data: 15 lutego 2015 - Wydawca: Warner Music Norway | 1                 |
| Music for People in Trouble | - Data: 08 września 2017 - Wydawca: Bella Union       |                   |

Albumy koncertowe
| Tytuł                   | Dane dot. albumu                               |
| ----------------------- | ---------------------------------------------- |
| A Night At Salle Pleyel | - Data: 18 listopada 2011 - Wydawca: EMI Music |

Single
| "Walls"                                               | 2006 | 3  |
| "The Brothel"                                         | 2010 | 2  |
| "It's All Gone Tomorrow"                              | 2010 | —  |
| "Turkish Delight"                                     | 2011 | —  |
| "Kapitulera" (Timbuktu feat. Susanne Sundfør)         | 2011 | 12 |
| "White Foxes"                                         | 2012 | 19 |
| "Running To The Sea" (Röyksopp feat. Susanne Sundfør) | 2012 | 14 |
| "Fade Away"                                           | 2014 | —  |
| "—" singel nie był notowany.                          |      |    |

## Nagrody i wyróżnienia
| Rok  | Kategoria         | Tytułem              | Nagroda          | Nota      | Źródło |
| ---- | ----------------- | -------------------- | ---------------- | --------- | ------ |
| 2007 | Årets nykommer    | Susanne Sundfør      | Spellemannprisen | Nominacja | [ 17 ] |
| 2007 | Kvinnelig Artist  | Susanne Sundfør      | Spellemannprisen | Laur      | [ 17 ] |
| 2010 | Tekstforfatter    | The Brothel          | Spellemannprisen | Laur      | [ 17 ] |
| 2010 | Populaerkomponist | The Brothel          | Spellemannprisen | Nominacja | [ 17 ] |
| 2012 | Pop               | The Silicone Veil    | Spellemannprisen | Nominacja | [ 17 ] |
| 2013 | Årets hit         | "Running To The Sea" | Spellemannprisen | Nominacja | [ 17 ] |